# زوسوي
زوسوي (باليابانية:雑 炊، حرفياً يعني "الطهي المتنوع")، أو أوجيا (お じ や)  هو حساء أرز ياباني رقيق وخفيف القوام أقرب لكونه حساء خضروات قائم على الأرز. وهو مصنوع من الأرز المطبوخ مسبقاً والماء المتبل إما مع صلصة الصويا أو الميسو مطبوخ مع مكونات أخرى مثل اللحوم والمأكولات البحرية والفطر والخضروات. وعادة ما يتم تقديمه للمرضى أو غيرهم للشعور بالارتياح، وغالباً ما يتم تقديمه فقط في فصل الشتاء.
غالباً ما يتم استخدام بقايا حساء نبيمونو في حساء زوسوي كبديل للأرز. الأودون وشعيرية الرامين هي بدائل حديثة. 

## التاريخ
في الأيام التي كان من الصعب الحفاظ على الأرز المطبوخ حار فيها، كانت الطريقة الوحيدة لإعادة استخدام الأرز البارد هي جمعه مع حساء ميسو، تم ذلك على نطاق واسع لدى الأسر في جميع أنحاء اليابان. في الوقت الحاضر، فإنه يستخدم في كثير من الأحيان كوجبة طعام للمرضى أو أولئك الذين يشعرون بالتوعك وليس كوجبة طعام يومية.